# Čapajevsk
Čapajevsk (rusky Чапа́евск) je město v Samarské oblasti Ruské federace. Při sčítání lidu v roce 2010 měl přes dvaasedmdesát tisíc obyvatel. Žije zde přibližně 70 tisíc obyvatel.

## Poloha
Čapajevsk leží na Čapajevce, přítoku Volhy. Od Samary, správního střediska oblasti, je vzdálen přibližně 43 kilometrů na jihozápad.

## Dějiny
Původní jméno je Ivaščenkovo, v roce 1927 bylo přejmenováno k poctě Lva Davidoviče Trockého na Trock a stalo se městem. V 1929 bylo přejmenováno k poctě velitele Vasilije Ivanoviče Čapajeva.

## Ekologie
Chemický a zbrojní průmysl ve městě a jeho blízkosti zapříčinil obtížnou ekologickou situaci. V „umírajícím městě“, není dešťová kanalizace, zemědělská půda je kontaminovaná, voda v Čapajevce je jedovatá. Celé území je zamořeno lewisitem, hořčičným plynem a jinými bojovými chemickými látkami. Obyvatelé nesmějí jíst místní zeleninu a ovoce, pít zdejší mléko nebo jíst vajíčka místních slepic – ale dělají to. Opatřením úřadů se do roku 1992 procento „normálních“ porodů (dětí narozených bez patologií) zvýšilo na osm procent. 

### Výbuch
Dne 18. června 2013 v 18:30 místního času vybuchla ve východní oblasti Čapajevska munice. Podle různých zdrojů zde bylo uloženo od 11 do 18 milionů jednotek munice, hlavně nábojů kalibru 25 až 125 mm, raket, protiletadlových děl, které byly uloženy na regálech v dřevěných bednách pod širým nebem. Nebyl vyhlášen žádný požární poplach. Ze Samary byl ze vzdálenosti 50 km pozorován hlučný, ohnivě kouřový „hřib“, který stoupal do vzduchu. V důsledku katastrofy došlo k mnoha zraněním a 6,5 tisíce obyvatel bylo nuceno opustit své domovy. V oblasti pracovali záchranáři ministerstva pro mimořádné situace a ženisté z ministerstva obrany Ruské federace. Dálnice P226 Samara –Volgograd z 34. na 98. kilometr byla poseta municí a uzavřena do soboty 22. června 2013. Oblast podél trasy byla oplocena ostnatým drátem a je nebezpečnou oblastí kvůli velkému množství nevybuchlé munice.

### Rodáci
- Sergej Avdějev (* 1956), kosmonaut